# Una casa tutta per noi
Una casa tutta per noi (A Home of Our Own) è un film del 1993 diretto da Tony Bill avente come protagonista l'attrice Kathy Bates.

## Trama
Los Angeles, 1962. Frances Lacey, vedova con sei figli viene licenziata dal lavoro dopo aver risposto in modo colorito ad un superiore. Decide allora di iniziare una nuova vita altrove. Lascia lo squallido appartamento dove vive e, dopo aver caricato i figli su un relitto di automobile, parte senza una meta precisa alla ricerca di una casa adatta per lei e per tutta la sua famiglia, pur non avendo un soldo.
Arrivata in una cittadina dell'Idaho scopre una baracca fatiscente di legno e chiede al proprietario, il coreano Munimura, di vendergliela in cambio dei servigi suoi e dei suoi figli. Pur se inizialmente scettico, questi accetta di vendergliela ed aiuta Frances ed i figli a rendere abitabile la baracca, che si rivelerà poi essere una casa incompiuta. Tra mille difficoltà, la famiglia Lacey riesce in qualche modo a sistemarsi. Frances trova lavoro in un bowling come cameriera ma anche i suoi figli sono costretti a lavorare dopo la scuola per guadagnare i soldi necessari al completamento della casa. Tale situazione costringe i figli a privarsi di qualsiasi altra gioia o desiderio con un forte malcontento di tutti, soprattutto del figlio più grande (la voce narrante della storia), alle prese coi problemi dell'adolescenza, che si trova costretto a fare anche da uomo di casa.
Poco a poco la famiglia Lacey riesce ad attirarsi la simpatia degli abitanti della cittadina. Frances però è una donna molto orgogliosa e caparbia e rifiuta qualsiasi aiuto da parte di altri senza un compenso economico da parte sua. Rifiuta persino la gentile offerta del prete del paese che porta loro dei regali in occasione del Natale, costringendo così i figli a una festività tristissima. Accetta di uscire qualche volta con un suo collega di lavoro, ma quando questi cerca di portarla in un motel, Frances lo respinge e viene per questo picchiata.
Quando infine, dopo molti sforzi, la famiglia Lacey riesce ad avere il bagno in casa e può demolire lo scomodo gabbiotto esterno, uno dei figli provoca inavvertitamente un incendio, che in poco tempo brucia completamente la struttura, prima dell'arrivo dei vigili del fuoco. Sembra che ora debbano ricominciare tutto da zero, ma improvvisamente arrivano vari abitanti del paese che si erano affezionati alla famiglia, i quali in breve tempo costruiscono loro una vera casa. La casa verrà poi comunque pagata gradualmente da Frances e dalla sua famiglia nei quattro anni successivi, ma la donna in questa occasione capisce infine che a volte è necessario accantonare l'orgoglio e accettare l'aiuto di altri.